# Phelps (Kentucky)
Phelps és una concentració de població designada pel cens dels Estats Units a l'estat de Kentucky. Segons el cens del 2000 tenia 1.053 habitants.

## Demografia
Segons el cens del 2000, Phelps tenia 1.053 habitants, 423 habitatges, i 321 famílies. La densitat de població era de 45,5 habitants/km².
Dels 423 habitatges en un 32,2% hi vivien nens de menys de 18 anys, en un 61,9% hi vivien parelles casades, en un 10,9% dones solteres, i en un 23,9% no eren unitats familiars. En el 22% dels habitatges hi vivien persones soles el 7,6% de les quals corresponia a persones de 65 anys o més que vivien soles. El nombre mitjà de persones vivint en cada habitatge era de 2,49 i el nombre mitjà de persones que vivien en cada família era de 2,9.
Per edats la població es repartia de la següent manera: un 23,6% tenia menys de 18 anys, un 8% entre 18 i 24, un 29,2% entre 25 i 44, un 27,1% de 45 a 60 i un 12,3% 65 anys o més.
L'edat mediana era de 37 anys. Per cada 100 dones de 18 o més anys hi havia 93 homes.
La renda mediana per habitatge era de 23.125 $ i la renda mediana per família de 23.472 $. Els homes tenien una renda mediana de 35.313 $ mentre que les dones 25.132 $. La renda per capita de la població era de 10.365 $. Entorn del 34,8% de les famílies i el 36,2% de la població estaven per davall del llindar de pobresa.

## Poblacions més properes
El següent diagrama mostra les poblacions més properes.